# Mijlpaal

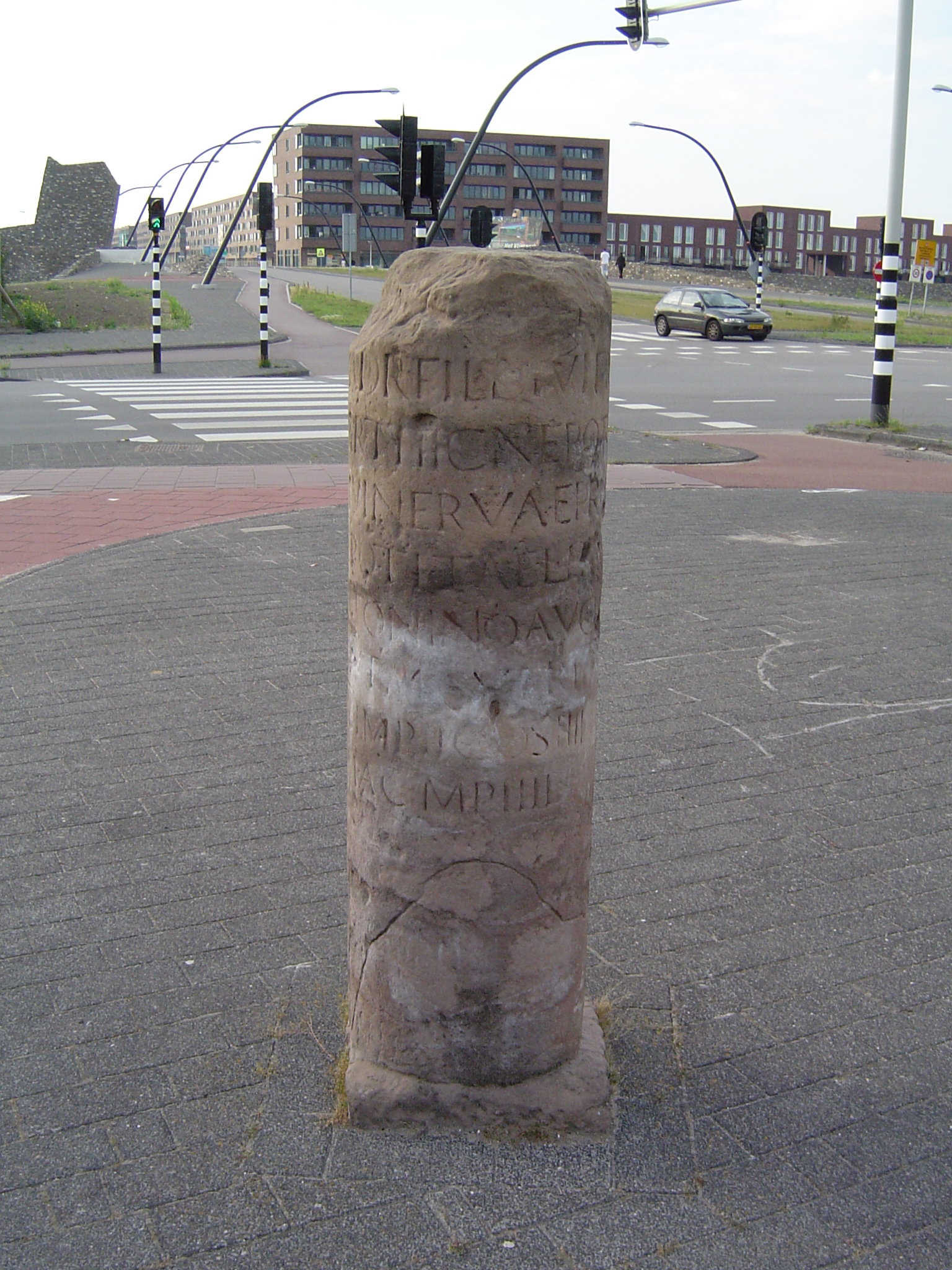
Replica van een Romeinse mijlpaal, gevonden bij de aanleg van de wijk Wateringse Veld in 1997.

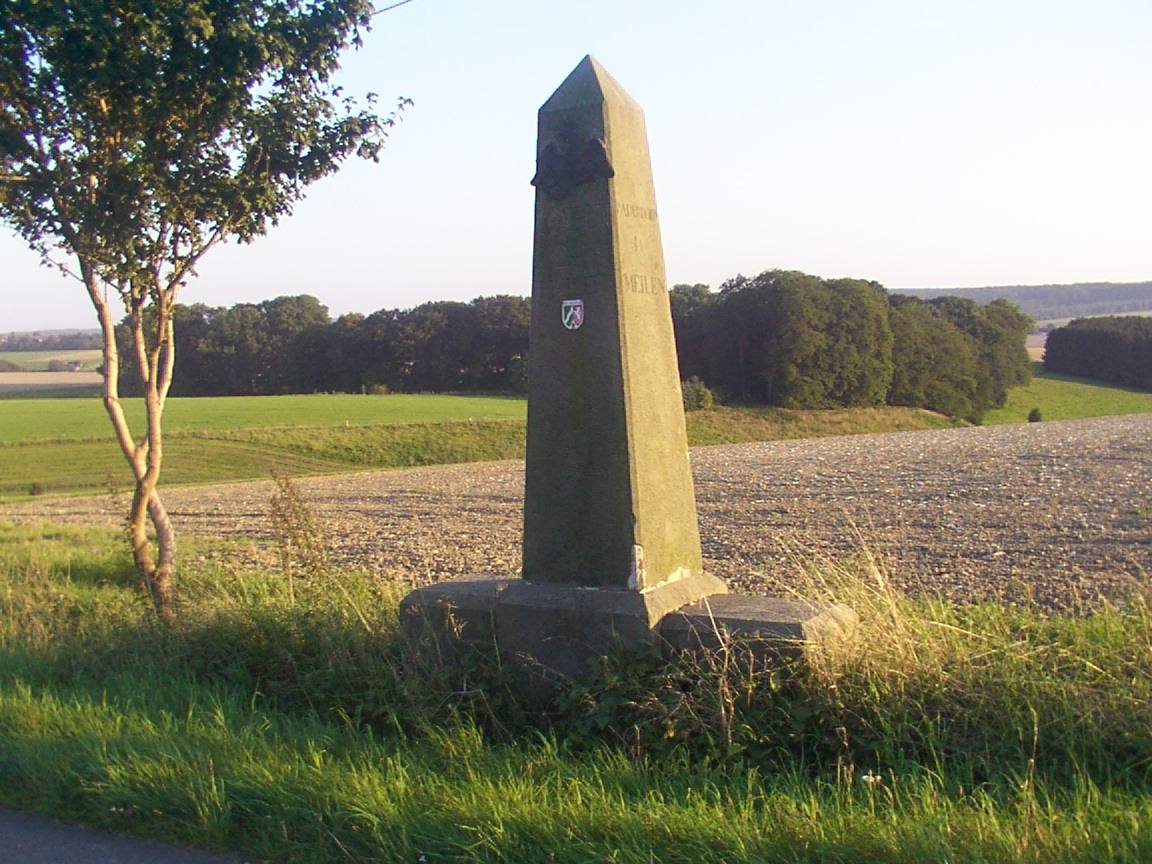
Mijlpaal in Dörenhagen, Duitsland

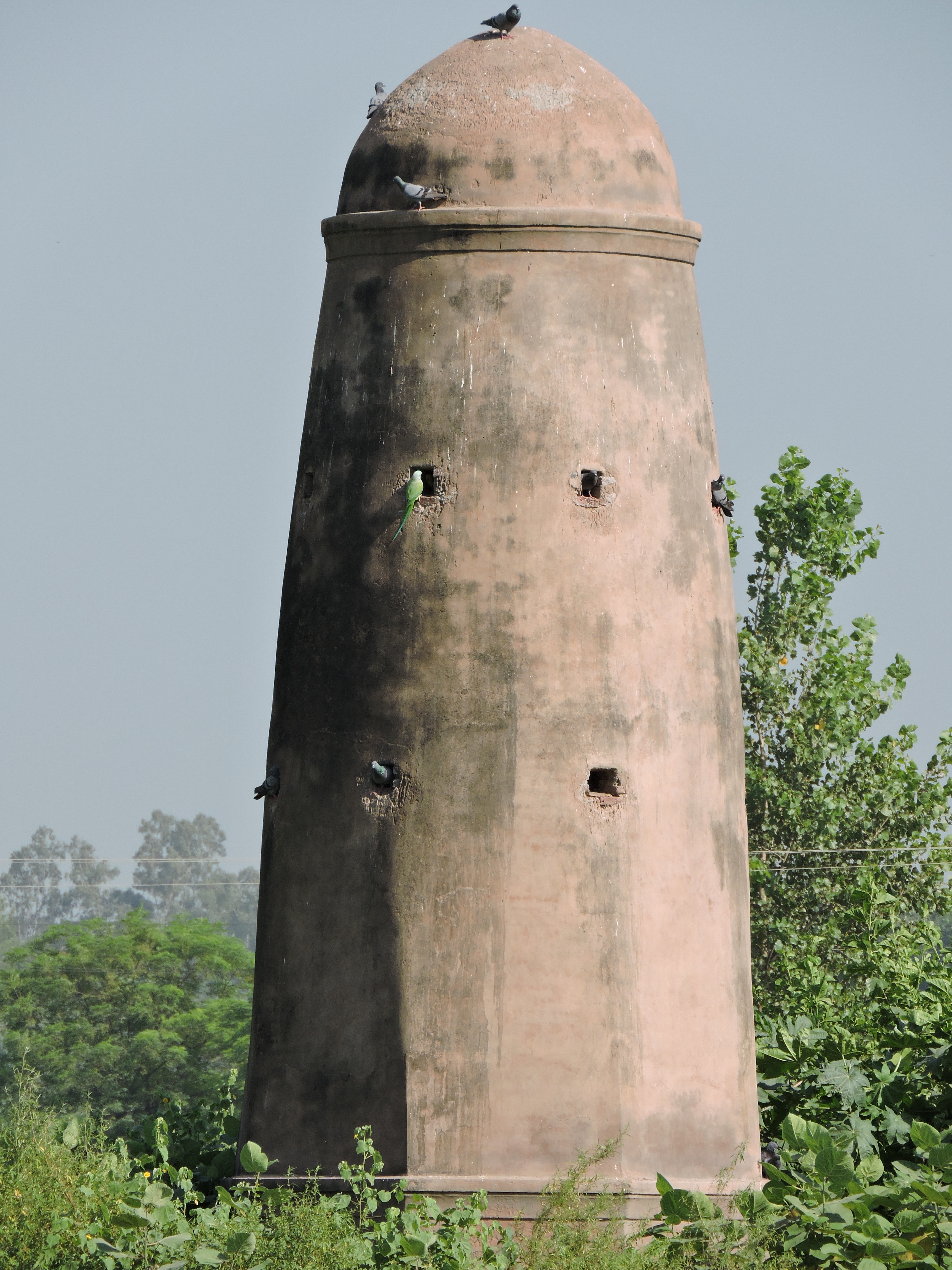
Kos Minar in Karnal in India

Een mijlpaal is een paal die de afstand in mijlen aangeeft, tot een bepaalde stadspoort of tot de volgende mijlpaal. Voordat er mechanische kilometertellers bestonden, werden deze palen langs interlokale wegen geplaatst om reizigers te informeren over hun positie. Landmeten was echter geen exacte wetenschap. De nauwkeurigheid liet door slordigheid of om politieke redenen weleens te wensen over. Want niet alleen vermeldt een mijlpaal de namen van plaatsen in de buurt, er blijkt ook uit (al dan niet omdat het er met zoveel woorden op staat) wie het voor het zeggen heeft in het gebied.

## Romeinse mijlpalen
De Romeinen plaatsten mijlpalen door heel Europa. De lengte van de Romeinse mijl kan in de praktijk variëren van 1400 meter in bergachtig gebied tot 1500 meter op vlakke wegen. De etymologie van het woord "mijl" gaat namelijk terug op het Latijnse mille passuum, duizend passen, waarbij in één pas beide voeten verplaatst worden. Een mijlpaal noemden de Romeinen een milliarium. De belangrijkste, waar alle afstanden in het rijk aan gerelateerd werden, was de Milliarium Aureum (de Gouden Mijlpaal) op het Forum Romanum in het centrum van Rome.

## Indische mijlpalen
Middeleeuwse Indische mijlpalen Kos Minars bevinden zich in het noorden van het Indisch subcontinent, geïntroduceerd door de 16e-eeuwse Pasjtoen-heerser Sher Shah Suri. Kos Minars, massieve ronde pilaren van ongeveer 9m, werden gebouwd als afstandsmarkeringen langs de koninklijke routes van Agra naar Ajmer, Agra naar Lahore en van Agra naar Mandu in het zuiden. 

## Andere 'mijlpalen'
Een grenspaal is meestal geen mijlpaal, ook al kunnen er inscripties op staan met afstandsvermeldingen. Een banpaal markeert de grens van een rechtsgebied. 
Het moderne equivalent van de mijlpaal is de hectometerpaal, in Nederland te vinden op iedere honderd meter langs de provinciale en rijkswegen. De paaltjes duiden de locatie op de weg aan voor hulpdiensten. Voorheen stond er op elke hectometerpaal een pijltje naar de dichtstbijzijnde praatpaal.

## Mijlpaalmonumenten

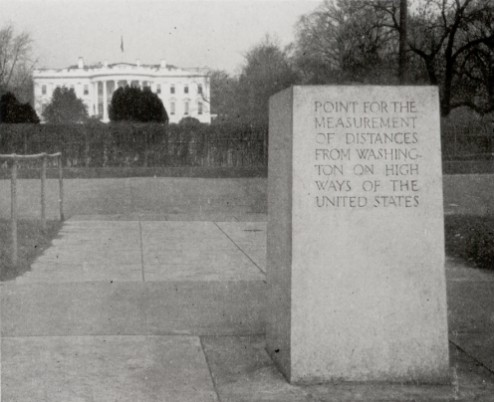
De Zero Milestone in Washington DC

Op het aankomstpunt van de eerste trein op het Europese vasteland op 5 mei 1835 van Brussel naar Mechelen werd een monument neergezet dat De Mijlpaal genoemd wordt. De exacte locatie is tegenwoordig aangeduid met een tegel in de vloer van de Mechelse lokettenhal, en het monument staat op de rotonde voor het station.
De Zero Milestone in de Amerikaanse hoofdstad Washington is geïnspireerd door de Milliarium Aureum, en dient als referentiepunt voor alle afstandsvermeldingen op de interstate highways.

## Figuurlijke betekenis
Overdrachtelijk markeert een mijlpaal een scheiding met het verleden, een belangrijke ontwikkeling op ieder willekeurig gebied, bij een point of no return waardoor de situatie voorgoed verandert. Soms wordt de term gebruikt om de doorbraak zelf aan te geven, bijvoorbeeld in:
- "De Industriële revolutie is een mijlpaal in de geschiedenis."

Meestal echter gaat het om kleine, hanteerbare facetten van de verandering, waardoor de situatie opnieuw geijkt kan worden:
- "De eerste maanlanding in 1969 was een mijlpaal voor de wetenschap."
- "Elke film van Kubrick is een mijlpaal in de cinematografie."